# 마운록
마운록(馬雲騄)은 주대황의 대체역사소설 《반삼국지(反三國志)》나 이케가미 료이치의 만화 초삼국지(超三國志)에서 등장하는 가상 인물이다.

## 행적
마운록은 중국 삼국 시대의 지방 군벌인 마등(馬騰)의 딸이다. 그녀는 무예가 출중했으며, 마등이 조조에게 살해된 이후 복수의 마음을 불태워 큰오라버니인 마초(馬超)를 따랐다. 그 후, 마초가 유비에 귀순하고 유비의 추천으로 조운과 결혼하였으며, 이후에는 조운과 함께 각지를 전전하다 촉한이 중국을 통일한 이후 둔황공주 양양장군에 봉해진다.

## 대중매체
코에이 사의 게임 삼국지 시리즈에도 등장하는데, 삼국지10 이후의 시리즈의 한글판에서는 '록(騄)'자가 잘려 '마운(馬雲)'으로 잘못되어 등장했지만 삼국지13에서는 마운록이라는 이름으로 등장한다.

## 같이 보기
- 반삼국지
- 초삼국지